# Museo ebraico (Monaco di Baviera)
Il museo ebraico (in tedesco Jüdisches Museum) di Monaco di Baviera è parte del centro ebraico della piazza Sankt-Jakob. Accanto vi si trova la sinagoga Ohel Jakob come anche un centro di cultura, la casa della comunità ebraica, l'asilo nido, la scuola popolare ebraica ed il ristorante kasher.
Il museo è stato costruito dai architetti di Saarbrücken Wandel Hoefer und Lorch e fu inaugurato il 22 marzo 2007. Il comune di Monaco lo finanziò come museo comunale con 13,5 milioni di euro. 
La struttura del Jüdisches Museum è a forma di cubo e si estende su tre piani, all’interno dei quali i visitatori possono visitare esposizioni permanenti dedicate alla cultura e alla storia della comunità ebraica presente a Monaco di Baviera prima delle conseguenze dovute all'ascesa del partito nazista. Il direttore attuale del museo è Bernhard Purin.